# Árpád Pusztai
Árpád Pusztai (ur. 8 sierpnia 1930, zm. 17 grudnia 2021) – węgierski biochemik i dietetyk, autor kontrowersyjnych badań nad roślinami zmodyfikowanymi genetycznie. W roku 1998 poinformował w wywiadzie telewizyjnym, że u szczurów karmionych zmodyfikowanymi genetycznie ziemniakami stwierdził uszkodzenie jelit i układu odpornościowego. Po wywiadzie, firma Rowett Research Institute w Szkocji, gdzie Pusztai prowadził badania zawiesiła go, a w roku 1999 nie przedłużyła z nim kontraktu. 
Badania Pusztaiego wzbudziły kontrowersje co do poprawności metodologicznej i zostały przez część naukowców podważone, a przez część poparte. Wyniki Pusztaiego zostały opublikowane w roku 1999 w czasopiśmie naukowym Lancet.